# Fort Abu Nafisa
Zrujnowany kamienny fort znajdujący się na lewym brzegu Nilu, w Prowincji Chartum (Sudan). Współrzędne geograficzne według układu EPSG 3857, to 16° 0'50.11"N, 32°33'14.47"E. Fort został wzniesiony przez władców Alwy.

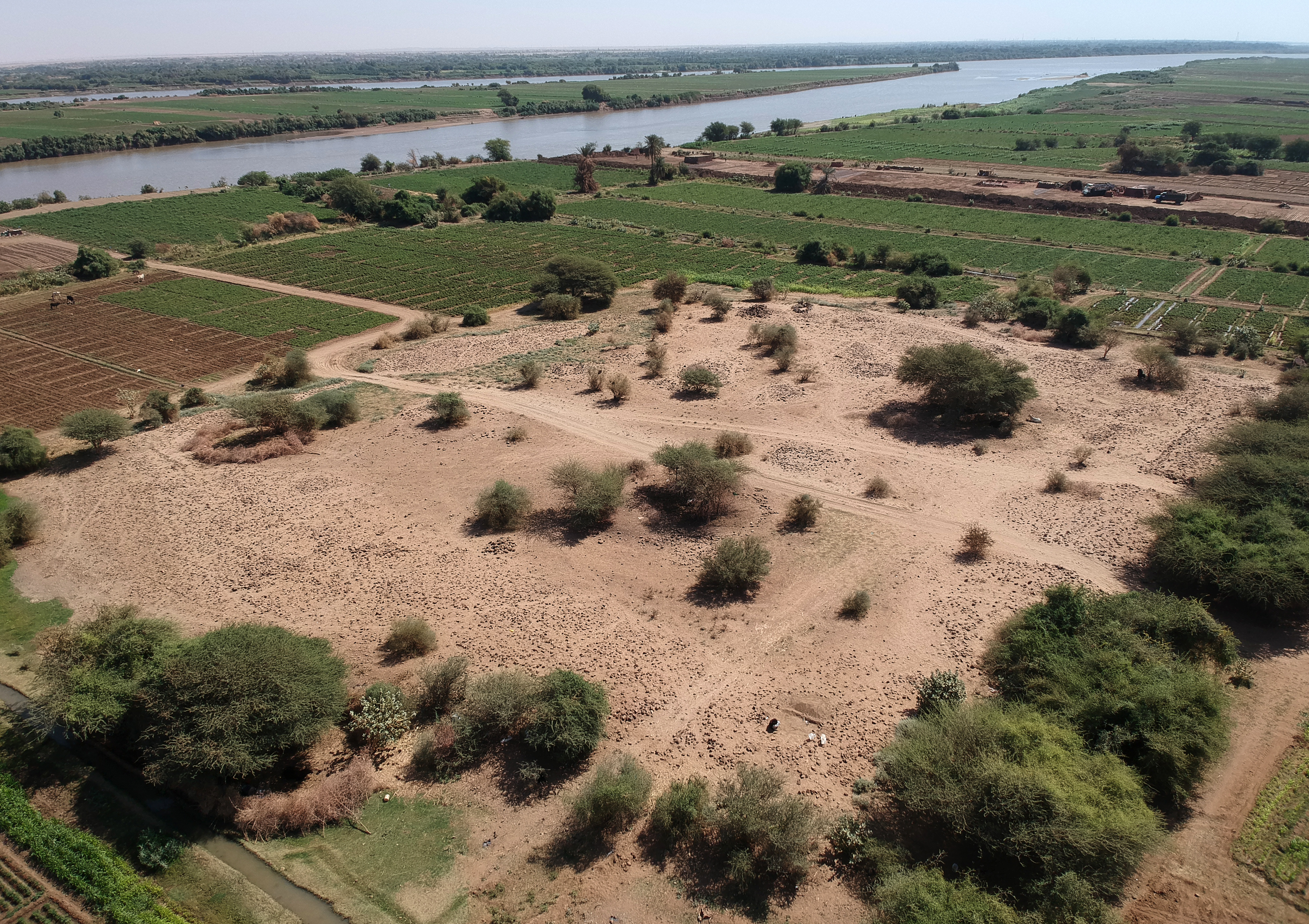
Fort Abu Nafisa w 2018

Założenie obronne zbudowano na planie czworoboku o wymiarach wewnętrznych 83x78 metrów. W trzech narożnikach w 2018 zachowały się ślady bastei. W czwartym narożniku, południowo-wschodnim znajdował się znacznie młodszy owalny grób szejcha Abu Nafisa, datowany na ostatnie wieki Sułtanatu Fundż (XVIII-XIX wiek). Od jego imienia pochodzi nazwa fortu.
Fort powstał w 2. połowie VI wieku n.e. i był używany przez krótki czas. W tym samych okresie wzniesiono podobny fort (Hosh el-Kab) w odległości 500 metrów od Abu Nafisa. Fort Abu Nafisa, w odróżnieniu od Hosh el-Kab, został zbudowany za blisko rzeki tak więc wysokie wylewy, które zdarzają się regularnie sprawiają, że ten obszar nie nadaje się do stałego osadnictwa. Obecnie wokół fortu Abu Nafisa rolnicy uprawiają ziemię i co jakiś czas całość ogarniają wezbrane wody rzeki. Ostatni wylew Nilu, który objął swoim zasięgiem mury fortu miał miejsce w kwietniu 2019. Zobrazowania satelitarne z Google Earth ukazują jak fort jest okresowo zalewany.